# William M. Brodhead

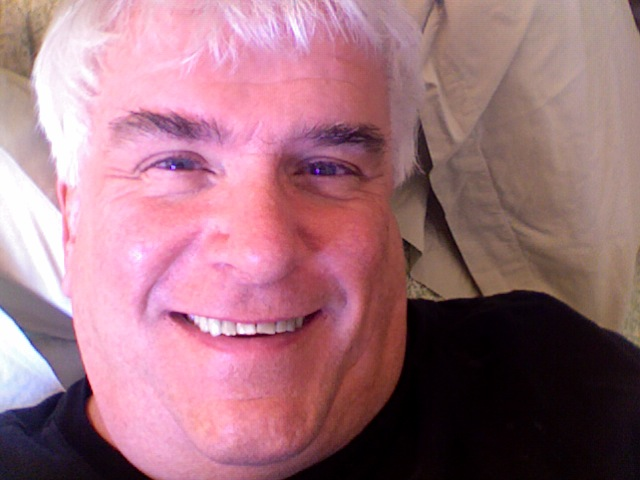
William M. Brodhead

William McNulty Brodhead (* 12. September 1941 in Cleveland, Ohio) ist ein US-amerikanischer Politiker. Zwischen 1975 und 1983 vertrat er den Bundesstaat Michigan im US-Repräsentantenhaus.

## Werdegang
William Brodhead besuchte bis 1959 die St. Ignatius High School in Cleveland und studierte danach bis 1965 an der Wayne State University in Detroit. Nach einem anschließenden Jurastudium an der University of Michigan in Ann Arbor und seiner im Jahr 1968 erfolgten Zulassung als Rechtsanwalt begann er in seinem neuen Beruf zu arbeiten. Gleichzeitig schlug er als Mitglied der Demokratischen Partei eine politische Laufbahn ein.
In den Jahren 1970 und 1972 wurde er in das Repräsentantenhaus von Michigan gewählt. Zwischen 1968 und 1974 war er auch Delegierter auf den Parteitagen der Demokraten auf Staatsebene. Bei den Kongresswahlen des Jahres 1974 wurde Brodhead im 17. Wahlbezirk von Michigan in das US-Repräsentantenhaus in Washington, D.C. gewählt, wo er am 3. Januar 1975 die Nachfolge von Martha Griffiths antrat. Nach drei Wiederwahlen konnte er bis zum 3. Januar 1983 vier Legislaturperioden im Kongress absolvieren.
1982 verzichtete Brodhead auf eine weitere Kandidatur. In den folgenden Jahren praktizierte er wieder als Anwalt. 1994 verlor er in der demokratischen Primary für die Wahl zum US-Senat gegen Milton Robert Carr, der seinerseits danach dem Republikaner Spencer Abraham unterlag. Bis 2003 arbeitete er in einer Gemeinschaftsanwaltskanzlei.